# São Bento (Paraíba)
São Bento è un comune del Brasile nello Stato del Paraíba, parte della mesoregione del Sertão Paraibano e della microregione di Catolé do Rocha.

## Storia
Alla fine del XIX secolo, le rive del Rio Piranhas vivevano nella regione conosciuta come un gentiluomo "Catonho" con la sua famiglia e alcuni residenti della sua fattoria conosciuta come Rattlesnake. Poco dopo, ha trascorso un prete dal nome sconosciuto alla città di Pombal (Paraíba), che celebrare la festa del Rosario, che avrebbe battezzato il luogo di San Benedetto, dovuto quasi essere stato morso da un serpente, rimanendo fino ad oggi. Catonho morire, suo figlio, e suo cugino Manuel Vieira Pinto Leandro, proprietà confinante, ha iniziato il lavoro di sviluppo con l'obiettivo di aumentare del nucleo, raggruppando i residenti e il numero crescente di abitanti.
Come di Betlemme Bog Croce e San Giuseppe della Croce Heath, San Benedetto aveva loro terra appartenente alla Croce Heath. Durante i primi anni di fondazione, Benedetto ha cominciato a progredire già con alcune amache di produzione artigianali. Con abbastanza offerta di lavoro già sentito la necessità di spegnere il brughiera con la Croce. Infine il 29 aprile 1959, dopo varie manifestazioni e buon senso, era la sua emancipazione politica con la legge 2073, scritto dal Rappresentante dello Stato Tertulliano de Brito, pubblicato sulla Gazzetta Ufficiale in Paraíba. Successivamente la contea trasposto nuovi orizzonti.
È stato scelto come patrono del luogo di San Sebastian e in suo onore, costruita una cappella, completata nel 1889 La Chiesa ha una campana donata dai due amici fondatori, che è presente dalla maestosità del suo sound. La prima messa è stata celebrata da don Emidio Cardoso nello stesso anno di completamento della Chiesa.

## Geografia fisica
Situato nel entroterra di Paraiba, è limitata a sud-ovest con il comune di Paulista / PB, a ovest di Horse Creek con / PB, con Heath a nord della Croce / PB, giardino nord-est con Piranhas / RN e ad est di Sierra nero del Nord / RN.
La contea è incluso nella zona geografica coperta dalla regione semi-arida del Brasile, definito dal Ministero dell'Integrazione Nazionale nel 2005. Questa demarcazione ha come criterio la pioggia, l'indice di aridità e siccità rischio.

## Idrografia
São Bento è attraversata dal Rio Piranhas / Rio Acu, questa perenne da stramazzo COREMAS Madre / acqua. Il Rio Piranhas / Acu, oltre a servire per l'uso vitale e divertimento, è indispensabile per l'industrializzazione tessile, dal momento che tutte le industrie contee richiedono molta acqua per la tintura dei filati utilizzati nella fabbricazione di amache e articoli genere.